# 82332 Las Vegas
82332 Las Vegas è un asteroide della fascia principale. Scoperto nel 2001, presenta un'orbita caratterizzata da un semiasse maggiore pari a 2,5646648 UA e da un'eccentricità di 0,0443658, inclinata di 21,92918° rispetto all'eclittica.
L'asteroide è dedicato all'omonima città statunitense.